# Curso de Silêncio
Curso de Silêncio é um documentário português, realizado por Miguel Gonçalves Mendes e Vera Mantero.
Projecto entre o documentário e a ficção, que se debruça sobre o universo criado pela escritora Maria Gabriela Llansol e que teve como ponto de partida imagens, discursos, sons, noções, objectos, estruturas de construção e outros materiais encontrados na obra da escritora.
O trabalho, encomendado pelo Festival Temps d’ Images, resultou de uma criação conjunta do realizador Miguel Gonçalves Mendes e da coreógrafa Vera Mantero. A exibição teve lugar no Pequeno Auditório do CCB nos dias 3 e 4 de Novembro de 2007  e a produção esteve a cargo da Rumo do Fumo e da JumpCut.